# Ocydromus ibericus
Ocydromus ibericus é uma espécie de insetos coleópteros pertencente à família Carabidae.
A autoridade científica da espécie é Piochard de la Brulerie, tendo sido descrita no ano de 1867.
Trata-se de uma espécie presente no território português.